# Zatrephes binotata
Zatrephes binotata är en fjärilsart som beskrevs av Rothschild 1909. Zatrephes binotata ingår i släktet Zatrephes och familjen björnspinnare. Inga underarter finns listade i Catalogue of Life.